# ساروس خورشیدی ۱۲۲
ساروس ۱۲۲ دوره‌ای زمانی با چرخه‌ای حدود ۱۸ سال و ۱۱ روز و ۸ ساعت (تقریباً ۶۵۸۵ و یک سوم روز) است که شامل ۷۰ خورشیدگرفتگی می‌شود.

## رخدادها
| ساروس | عضو | تاریخ                       | زمان (بزرگ‌ترین) ساعت هماهنگ جهانی | نوع    | مکان طول و عرض جغرافیایی | گاما    | قدر    | گُستره (km) | مدت زمان (دقیقه: ثانیه) | منبع |
| ----- | --- | --------------------------- | --------------------------------- | ------ | ------------------------ | ------- | ------ | ---------- | ----------------------- | ---- |
| ۱۲۲   | ۱   | ۱۷ آوریل ۹۹۱                | ۱۰:۰۰:۰۶                          | جزئی   | 70.8S 87.9E              | -1.5013 | 0.0624 |            |                         |      |
| ۱۲۲   | ۲   | ۲۷ آوریل ۱۰۰۹               | ۱۷:۳۳:۰۵                          | جزئی   | 70.1S 38.6W              | -1.4445 | 0.17   |            |                         |      |
| ۱۲۲   | ۳   | ۹ مه ۱۰۲۷                   | ۱:۰۰:۴۸                           | جزئی   | 69.3S 163.3W             | -1.384  | 0.2848 |            |                         |      |
| ۱۲۲   | ۴   | ۱۹ مه ۱۰۴۵                  | ۸:۲۱:۵۲                           | جزئی   | 68.3S 74.3E              | -1.3184 | 0.4089 |            |                         |      |
| ۱۲۲   | ۵   | ۳۰ مه ۱۰۶۳                  | ۱۵:۳۹:۳۴                          | جزئی   | 67.4S 46.7W              | -1.2508 | 0.5365 |            |                         |      |
| ۱۲۲   | ۶   | ۹ ژوئن ۱۰۸۱                 | ۲۲:۵۲:۳۶                          | جزئی   | 66.4S 166.1W             | -1.18   | 0.6695 |            |                         |      |
| ۱۲۲   | ۷   | ۲۱ ژوئن ۱۰۹۹                | ۶:۰۵:۱۵                           | جزئی   | 65.4S 75.1E              | -1.1092 | 0.8015 |            |                         |      |
| ۱۲۲   | ۸   | ۱ ژوئیه ۱۱۱۷                | ۱۳:۱۶:۲۷                          | جزئی   | 64.5S 43W                | -1.0377 | 0.9337 |            |                         |      |
| ۱۲۲   | ۹   | ۱۲ ژوئیه ۱۱۳۵               | ۲۰:۲۸:۴۸                          | کامل   | 51.5S 147.8W             | -۰٫۹۶۷۶ | ۱٫۰۱۷۹ | ۲۴۸        | ۱ دقیقه و ۲۵ ثانیه      |      |
| ۱۲۲   | ۱۰  | ۲۳ ژوئیه ۱۱۵۳               | ۳:۴۲:۳۸                           | کامل   | 41.6S 105E               | -۰٫۸۹۹۴ | ۱٫۰۱۶۱ | ۱۲۵        | ۱ دقیقه و ۲۲ ثانیه      |      |
| ۱۲۲   | ۱۱  | ۳ اوت ۱۱۷۱                  | ۱۱:۰۰:۱۸                          | کامل   | 36.2S 4.6W               | -۰٫۸۳۵  | ۱٫۰۱۲۶ | ۷۷         | ۱ دقیقه و ۶ ثانیه       |      |
| ۱۲۲   | ۱۲  | ۱۳ اوت ۱۱۸۹                 | ۱۸:۲۲:۰۸                          | مرکب   | 33.2S 115.4W             | -۰٫۷۷۴۴ | ۱٫۰۰۸۲ | ۴۳         | ۰ دقیقه و ۴۳ ثانیه      |      |
| ۱۲۲   | ۱۳  | ۲۵ اوت ۱۲۰۷                 | ۱:۴۸:۵۱                           | مرکب   | 31.9S 132.6E             | -۰٫۷۱۸۶ | ۱٫۰۰۳۱ | ۱۵         | ۰ دقیقه و ۱۶ ثانیه      |      |
| ۱۲۲   | ۱۴  | ۴ سپتامبر ۱۲۲۵              | ۹:۲۱:۵۸                           | حلقه‌ای | 31.9S 19E                | -۰٫۶۶۸۶ | ۰٫۹۹۷۷ | ۱۱         | ۰ دقیقه و ۱۲ ثانیه      |      |
| ۱۲۲   | ۱۵  | ۱۵ سپتامبر ۱۲۴۳             | ۱۷:۰۱:۴۵                          | حلقه‌ای | 33S 96W                  | -۰٫۶۲۴۹ | ۰٫۹۹۲  | ۳۵         | ۰ دقیقه و ۴۲ ثانیه      |      |
| ۱۲۲   | ۱۶  | ۲۶ سپتامبر ۱۲۶۱             | ۰:۴۸:۳۱                           | حلقه‌ای | 35S 147.3E               | -۰٫۵۸۷۸ | ۰٫۹۸۶۳ | ۵۹         | ۱ دقیقه و ۱۲ ثانیه      |      |
| ۱۲۲   | ۱۷  | ۷ اکتبر ۱۲۷۹                | ۸:۴۲:۲۱                           | حلقه‌ای | 37.6S 29.1E              | -۰٫۵۵۷۳ | ۰٫۹۸۰۵ | ۸۲         | ۱ دقیقه و ۴۲ ثانیه      |      |
| ۱۲۲   | ۱۸  | ۱۷ اکتبر ۱۲۹۷               | ۱۶:۴۲:۵۰                          | حلقه‌ای | 40.6S 90.4W              | -۰٫۵۳۳  | ۰٫۹۷۵۱ | ۱۰۴        | ۲ دقیقه و ۱۱ ثانیه      |      |
| ۱۲۲   | ۱۹  | ۲۹ اکتبر ۱۳۱۵               | ۰:۴۹:۵۹                           | حلقه‌ای | 43.8S 149.1E             | -۰٫۵۱۵  | ۰٫۹۶۹۸ | ۱۲۶        | ۲ دقیقه و ۴۰ ثانیه      |      |
| ۱۲۲   | ۲۰  | ۸ نوامبر ۱۳۳۳               | ۹:۰۱:۱۱                           | حلقه‌ای | 46.8S 28.4E              | -۰٫۵۰۱۲ | ۰٫۹۶۵۱ | ۱۴۵        | ۳ دقیقه و ۶ ثانیه       |      |
| ۱۲۲   | ۲۱  | ۱۹ نوامبر ۱۳۵۱              | ۱۷:۱۸:۰۴                          | حلقه‌ای | 49.4S 92.7W              | -۰٫۴۹۲۹ | ۰٫۹۶۰۸ | ۱۶۳        | ۳ دقیقه و ۳۲ ثانیه      |      |
| ۱۲۲   | ۲۲  | ۳۰ نوامبر ۱۳۶۹              | ۱:۳۶:۵۸                           | حلقه‌ای | 51.4S 146.6E             | -۰٫۴۸۷۳ | ۰٫۹۵۷  | ۱۷۹        | ۳ دقیقه و ۵۵ ثانیه      |      |
| ۱۲۲   | ۲۳  | ۱۱ دسامبر ۱۳۸۷              | ۹:۵۸:۳۰                           | حلقه‌ای | 52.4S 26.1E              | -۰٫۴۸۴۳ | ۰٫۹۵۳۹ | ۱۹۳        | ۴ دقیقه و ۱۶ ثانیه      |      |
| ۱۲۲   | ۲۴  | ۲۱ دسامبر ۱۴۰۵              | ۱۸:۱۷:۵۸                          | حلقه‌ای | 52.2S 93.7W              | -۰٫۴۸۰۳ | ۰٫۹۵۱۴ | ۲۰۴        | ۴ دقیقه و ۳۵ ثانیه      |      |
| ۱۲۲   | ۲۵  | ۲ ژانویه ۱۴۲۴               | ۲:۳۷:۱۶                           | حلقه‌ای | 50.7S 146.2E             | -۰٫۴۷۶۸ | ۰٫۹۴۹۵ | ۲۱۱        | ۴ دقیقه و ۵۲ ثانیه      |      |
| ۱۲۲   | ۲۶  | ۱۲ ژانویه ۱۴۴۲              | ۱۰:۵۱:۵۳                          | حلقه‌ای | 48S 26.1E                | -۰٫۴۷۰۴ | ۰٫۹۴۸۱ | ۲۱۶        | ۵ دقیقه و ۶ ثانیه       |      |
| ۱۲۲   | ۲۷  | ۲۳ ژانویه ۱۴۶۰              | ۱۹:۰۱:۵۲                          | حلقه‌ای | 44.2S 94W                | -۰٫۴۶۰۷ | ۰٫۹۴۷۴ | ۲۱۸        | ۵ دقیقه و ۱۹ ثانیه      |      |
| ۱۲۲   | ۲۸  | ۳ فوریه ۱۴۷۸                | ۳:۰۴:۱۰                           | حلقه‌ای | 39.5S 146.4E             | -۰٫۴۴۵۵ | ۰٫۹۴۷۲ | ۲۱۷        | ۵ دقیقه و ۳۱ ثانیه      |      |
| ۱۲۲   | ۲۹  | ۱۴ فوریه ۱۴۹۶               | ۱۰:۵۹:۳۱                          | حلقه‌ای | 34.2S 27.5E              | -۰٫۴۲۴۹ | ۰٫۹۴۷۴ | ۲۱۳        | ۵ دقیقه و ۴۱ ثانیه      |      |
| ۱۲۲   | ۳۰  | ۲۴ فوریه ۱۵۱۴               | ۱۸:۴۵:۳۰                          | حلقه‌ای | 28.2S 90W                | -۰٫۳۹۷۴ | ۰٫۹۴۷۹ | ۲۰۸        | ۵ دقیقه و ۵۱ ثانیه      |      |
| ۱۲۲   | ۳۱  | ۷ مارس ۱۵۳۲                 | ۲:۲۱:۴۰                           | حلقه‌ای | 21.8S 154.3E             | -۰٫۳۶۲۵ | ۰٫۹۴۸۸ | ۲۰۱        | ۵ دقیقه و ۵۹ ثانیه      |      |
| ۱۲۲   | ۳۲  | ۱۸ مارس ۱۵۵۰                | ۹:۴۷:۴۸                           | حلقه‌ای | 15.1S 40.8E              | -۰٫۳۲   | ۰٫۹۴۹۷ | ۱۹۴        | ۶ دقیقه و ۵ ثانیه       |      |
| ۱۲۲   | ۳۳  | ۲۸ مارس ۱۵۶۸                | ۱۷:۰۴:۲۱                          | حلقه‌ای | 8.1S 70.5W               | -۰٫۲۷۰۱ | ۰٫۹۵۰۷ | ۱۸۷        | ۶ دقیقه و ۱۰ ثانیه      |      |
| ۱۲۲   | ۳۴  | ۱۹ آوریل ۱۵۸۶               | ۰:۱۰:۰۹                           | حلقه‌ای | 0.9S 179.1W              | -۰٫۲۱۲  | ۰٫۹۵۱۷ | ۱۸۱        | ۶ دقیقه و ۱۲ ثانیه      |      |
| ۱۲۲   | ۳۵  | ۲۹ آوریل ۱۶۰۴               | ۷:۰۷:۲۱                           | حلقه‌ای | 6.3N 74.8E               | -۰٫۱۴۷۳ | ۰٫۹۵۲۵ | ۱۷۶        | ۶ دقیقه و ۱۲ ثانیه      |      |
| ۱۲۲   | ۳۶  | ۱۰ مه ۱۶۲۲                  | ۱۳:۵۵:۳۵                          | حلقه‌ای | 13.5N 28.8W              | -۰٫۰۷۵۷ | ۰٫۹۵۳۱ | ۱۷۲        | ۶ دقیقه و ۷ ثانیه       |      |
| ۱۲۲   | ۳۷  | ۲۰ مه ۱۶۴۰                  | ۲۰:۳۷:۵۲                          | حلقه‌ای | 20.4N 130.2W             | ۰٫۰۰۰۲  | ۰٫۹۵۳۳ | ۱۷۱        | ۶ دقیقه و ۰ ثانیه       |      |
| ۱۲۲   | ۳۸  | ۱ ژوئن ۱۶۵۸                 | ۳:۱۱:۳۸                           | حلقه‌ای | 27N 131.3E               | ۰٫۰۸۲۸  | ۰٫۹۵۳۲ | ۱۷۲        | ۵ دقیقه و ۴۹ ثانیه      |      |
| ۱۲۲   | ۳۹  | ۱۱ ژوئن ۱۶۷۶                | ۹:۴۲:۳۷                           | حلقه‌ای | 33N 34.6E                | ۰٫۱۶۷۳  | ۰٫۹۵۲۷ | ۱۷۶        | ۵ دقیقه و ۳۸ ثانیه      |      |
| ۱۲۲   | ۴۰  | ۲۲ ژوئن ۱۶۹۴                | ۱۶:۰۸:۴۵                          | حلقه‌ای | 38.4N 59.7W              | ۰٫۲۵۵۶  | ۰٫۹۵۱۷ | ۱۸۳        | ۵ دقیقه و ۲۷ ثانیه      |      |
| ۱۲۲   | ۴۱  | ۳ ژوئیه ۱۷۱۲                | ۲۲:۳۴:۵۷                          | حلقه‌ای | 42.8N 152.7W             | ۰٫۳۴۳۳  | ۰٫۹۵۰۳ | ۱۹۴        | ۵ دقیقه و ۱۸ ثانیه      |      |
| ۱۲۲   | ۴۲  | ۱۵ ژوئیه ۱۷۳۰               | ۴:۵۹:۰۹                           | حلقه‌ای | 46.3N 115.9E             | ۰٫۴۳۲۵  | ۰٫۹۴۸۴ | ۲۱۰        | ۵ دقیقه و ۱۳ ثانیه      |      |
| ۱۲۲   | ۴۳  | ۲۵ ژوئیه ۱۷۴۸               | ۱۱:۲۷:۰۲                          | حلقه‌ای | 48.7N 24.5E              | ۰٫۵۱۸۳  | ۰٫۹۴۶۱ | ۲۳۱        | ۵ دقیقه و ۱۲ ثانیه      |      |
| ۱۲۲   | ۴۴  | ۵ اوت ۱۷۶۶                  | ۱۷:۵۶:۵۸                          | حلقه‌ای | 50.2N 67W                | ۰٫۶۰۲۳  | ۰٫۹۴۳۳ | ۲۶۰        | ۵ دقیقه و ۱۵ ثانیه      |      |
| ۱۲۲   | ۴۵  | ۱۶ اوت ۱۷۸۴                 | ۰:۳۱:۵۳                           | حلقه‌ای | 50.9N 159.8W             | ۰٫۶۸۱۹  | ۰٫۹۴۰۲ | ۲۹۹        | ۵ دقیقه و ۲۳ ثانیه      |      |
| ۱۲۲   | ۴۶  | ۲۸ اوت ۱۸۰۲                 | ۷:۱۲:۰۰                           | حلقه‌ای | 51.3N 105.7E             | ۰٫۷۵۶۹  | ۰٫۹۳۶۷ | ۳۵۴        | ۵ دقیقه و ۳۵ ثانیه      |      |
| ۱۲۲   | ۴۷  | ۷ سپتامبر ۱۸۲۰              | ۱۳:۵۹:۵۸                          | حلقه‌ای | 51.6N 8.7E               | ۰٫۸۲۵۱  | ۰٫۹۳۲۹ | ۴۳۲        | ۵ دقیقه و ۴۹ ثانیه      |      |
| ۱۲۲   | ۴۸  | ۱۸ سپتامبر ۱۸۳۸             | ۲۰:۵۵:۵۶                          | حلقه‌ای | 52.4N 90.6W              | ۰٫۸۸۶۸  | ۰٫۹۲۸۹ | ۵۶۲        | ۶ دقیقه و ۶ ثانیه       |      |
| ۱۲۲   | ۴۹  | ۲۹ سپتامبر ۱۸۵۶             | ۳:۵۹:۴۴                           | حلقه‌ای | 54.3N 169.1E             | ۰٫۹۴۲   | ۰٫۹۲۴۶ | ۸۳۱        | ۶ دقیقه و ۲۱ ثانیه      |      |
| ۱۲۲   | ۵۰  | ۱۰ اکتبر ۱۸۷۴               | ۱۱:۱۳:۳۳                          | حلقه‌ای | 58.6N 72E                | ۰٫۹۸۸۹  | ۰٫۹۱۹۳ | -          | ۶ دقیقه و ۲۸ ثانیه      |      |
| ۱۲۲   | ۵۱  | ۲۰ اکتبر ۱۸۹۲               | ۱۸:۳۶:۰۶                          | جزئی   | 61.4N 33.3W              | 1.0286  | 0.9054 |            |                         |      |
| ۱۲۲   | ۵۲  | خورشیدگرفتگی ۲ نوامبر ۱۹۱۰  | ۲:۰۸:۳۲                           | جزئی   | 61.9N 155.1W             | 1.0603  | 0.8515 |            |                         |      |
| ۱۲۲   | ۵۳  | خورشیدگرفتگی ۱۲ نوامبر ۱۹۲۸ | ۹:۴۸:۲۴                           | جزئی   | 62.6N 81.1E              | 1.0861  | 0.8078 |            |                         |      |
| ۱۲۲   | ۵۴  | خورشیدگرفتگی ۲۳ نوامبر ۱۹۴۶ | ۱۷:۳۷:۱۲                          | جزئی   | 63.4N 45.3W              | 1.105   | 0.7758 |            |                         |      |
| ۱۲۲   | ۵۵  | خورشیدگرفتگی ۴ دسامبر ۱۹۶۴  | ۱:۳۱:۵۴                           | جزئی   | 64.3N 173.3W             | 1.1193  | 0.7518 |            |                         |      |
| ۱۲۲   | ۵۶  | خورشیدگرفتگی ۱۵ دسامبر ۱۹۸۲ | ۹:۳۲:۰۹                           | جزئی   | 65.3N 56.9E              | 1.1293  | 0.735  |            |                         |      |
| ۱۲۲   | ۵۷  | خورشیدگرفتگی ۲۵ دسامبر ۲۰۰۰ | ۱۷:۳۵:۵۷                          | جزئی   | 66.3N 74.1W              | 1.1367  | 0.7228 |            |                         |      |
| ۱۲۲   | ۵۸  | خورشیدگرفتگی ۶ ژانویه ۲۰۱۹  | ۱:۴۲:۳۸                           | جزئی   | 67.4N 153.6E             | 1.1417  | 0.7145 |            |                         |      |
| ۱۲۲   | ۵۹  | خورشیدگرفتگی ۱۶ ژانویه ۲۰۳۷ | ۹:۴۸:۵۵                           | جزئی   | 68.5N 20.8E              | 1.1477  | 0.7049 |            |                         |      |
| ۱۲۲   | ۶۰  | خورشیدگرفتگی ۲۷ ژانویه ۲۰۵۵ | ۱۷:۵۴:۰۵                          | جزئی   | 69.5N 112.2W             | 1.155   | 0.6932 |            |                         |      |
| ۱۲۲   | ۶۱  | خورشیدگرفتگی ۷ فوریه ۲۰۷۳   | ۱:۵۵:۵۹                           | جزئی   | 70.5N 114.9E             | 1.1651  | 0.6768 |            |                         |      |
| ۱۲۲   | ۶۲  | خورشیدگرفتگی ۱۸ فوریه ۲۰۹۱  | ۹:۵۴:۴۰                           | جزئی   | 71.2N 17.8W              | 1.1779  | 0.6558 |            |                         |      |
| ۱۲۲   | ۶۳  | ۱ مارس ۲۱۰۹                 | ۱۷:۴۵:۵۳                          | جزئی   | 71.8N 149.1W             | 1.1972  | 0.6238 |            |                         |      |
| ۱۲۲   | ۶۴  | ۱۳ مارس ۲۱۲۷                | ۱:۳۲:۰۲                           | جزئی   | 72.1N 80.4E              | 1.2208  | 0.5841 |            |                         |      |
| ۱۲۲   | ۶۵  | ۲۳ مارس ۲۱۴۵                | ۹:۰۹:۳۸                           | جزئی   | 72.1N 48W                | 1.2519  | 0.5311 |            |                         |      |
| ۱۲۲   | ۶۶  | ۳ آوریل ۲۱۶۳                | ۱۶:۴۱:۵۱                          | جزئی   | 71.9N 175W               | 1.2876  | 0.4698 |            |                         |      |
| ۱۲۲   | ۶۷  | ۱۴ آوریل ۲۱۸۱               | ۰:۰۴:۰۵                           | جزئی   | 71.5N 60.8E              | 1.3318  | 0.3931 |            |                         |      |
| ۱۲۲   | ۶۸  | ۲۵ آوریل ۲۱۹۹               | ۷:۲۱:۵۱                           | جزئی   | 70.8N 61.7W              | 1.3799  | 0.3085 |            |                         |      |
| ۱۲۲   | ۶۹  | ۶ مه ۲۲۱۷                   | ۱۴:۳۱:۱۵                          | جزئی   | 70N 178.5E               | 1.4355  | 0.21   |            |                         |      |
| ۱۲۲   | ۷۰  | ۱۷ مه ۲۲۳۵                  | ۲۱:۳۶:۴۱                          | جزئی   | 69.1N 60.3E              | 1.4946  | 0.1044 |            |                         |      |